# Lavvu

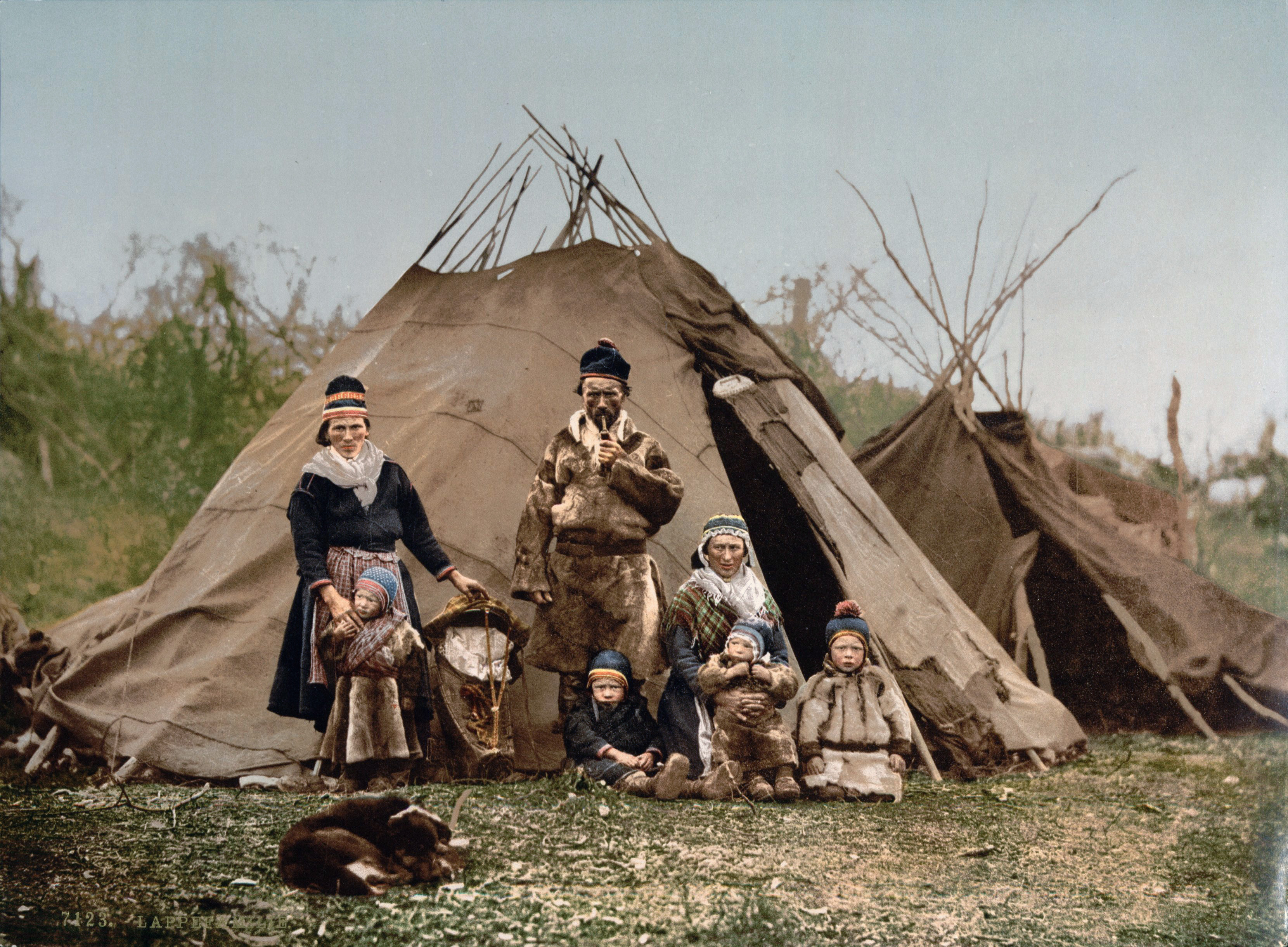
Sámská rodina před goahti v popředí a lavvu v pozadí (snímek byl pořízen kolem roku 1900).

Lavvu nebo Lávvu (severosámsky lávvu, inarijskou sámštinou láávu, skoltskou sámštinou kååvas, kildinskou sámštinou koavas, finsky kota nebo umpilaavu, norsky lavvo nebo sametelt a švédsky kåta) je dočasné obydlí používané Sámy v severní Skandinávii (v Laponsku). Má podobný tvar jako indiánské týpí, ale je méně vertikální, a při silném větru je tedy stabilnější. Umožňuje domorodým Laponcům žijícím na holých pláních severní Skandinávie a arktické oblasti Eurasie následovat jejich stáda sobů. Sámové ho stále používají jako dočasný přístřešek, a navíc je stále populárnější při kempování. Nemělo by se zaměňovat s goahti, což je jiný typ sámského obydlí, ani s finským přístřeškem laavu.

## Historická definice

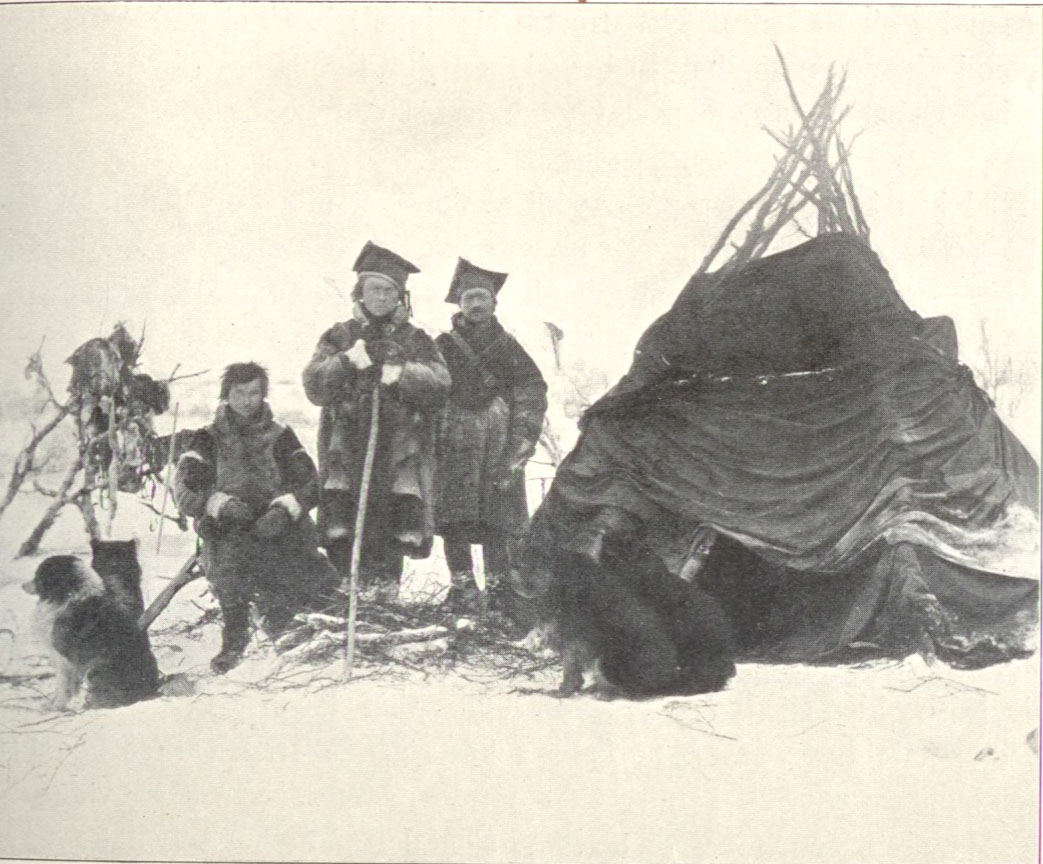
Lavvu na konci 19. století, z "Norge nittende aarhundrede det" (1900)

Existuje několik historických odkazů popisujících konstrukci lavvu (zvané též kota nebo variací na toto jméno) používané Sámy. Tyto konstrukce mají společné následující prvky:
1. Lavvu je podepřeno třemi nebo více rovnoměrně rozloženými vidlicemi nebo vroubkovanými tyčemi, které tvoří trojnožku.
2. V kruhu je dokola rozmístěno deset nebo i víc nezajištěných rovných tyčí, jež jsou opřeny o trojnožku a dávají celé konstrukci tvar.
3. Lavvu nepotřebuje pro vytvoření svého tvaru či pro stabilitu konstrukce žádné kůly, vodítka nebo lana.
4. Tvar a objem lavvu je dán velikostí a množstvím tyčí, jež tvoří konstrukci.
5. Pro podporu této konstrukce není třeba žádná středová tyč.

Neexistuje žádný historický záznam, který by popisoval Sámy používající jednosloupovou konstrukci, jež by se nazývala lavvu nebo jakákoli jiná skandinávská varianta názvu pro tuto konstrukci. Definice a popis této konstrukce je poměrně konzistentní od 17. století, možná i mnoho staletí dříve.
Goahti, které Sámové také používají, má jinou konfiguraci tyčí. Zatímco stromy vhodné pro vytvoření tyčí na lavvu se dají poměrně snadno najít a často bývají ponechány na místě pro pozdější použití, čtyři zakřivené tyče goahti není tak snadné zhotovit, a proto se obvykle přenášejí.

## Tradiční a moderní lavvu
Tradiční lavvu se skládá ze dvou typů dřevěných tyčí:
1. ze tří nebo více „vidlicových tyčí“
2. z několika „rovných tyčí“.

„Vidlicové tyče“ jsou na tenčím konci ukončeny vidlicí. Tyto tři tyče do sebe vzájemně zapadají a tvoří trojnožku. Při této sestavě se „rovné tyče“ kladou do kruhu. Až do poloviny 19. století se jako potah používala sobí kůže, od té doby měli Laponci k dispozici velké množství levných, továrně vyráběných britských textilií.
Tradiční lavvu, jež stále používají mnozí Sámové, dnes často nahrazují lehké, snadno přepravitelné verze s hliníkovými tyčemi namísto dřevěných a lehčími tkaninami nahrazujícími tradiční těžší textilie. Kromě toho se namísto otevřeného ohně může používat pícka či kamínka. Tím se sice snižuje množství kouře, ale tato topidla vydávají méně světla, takže je uvnitř poněkud tma. Lavvu tohoto typu je snazší přenášet a je běžnou alternativou ke stanům často používaným pro kempování.
Existují i velká lavvu s dostatkem prostoru pro větší množství osob. Obvykle se používají pro velké rodiny.

## Symbolika

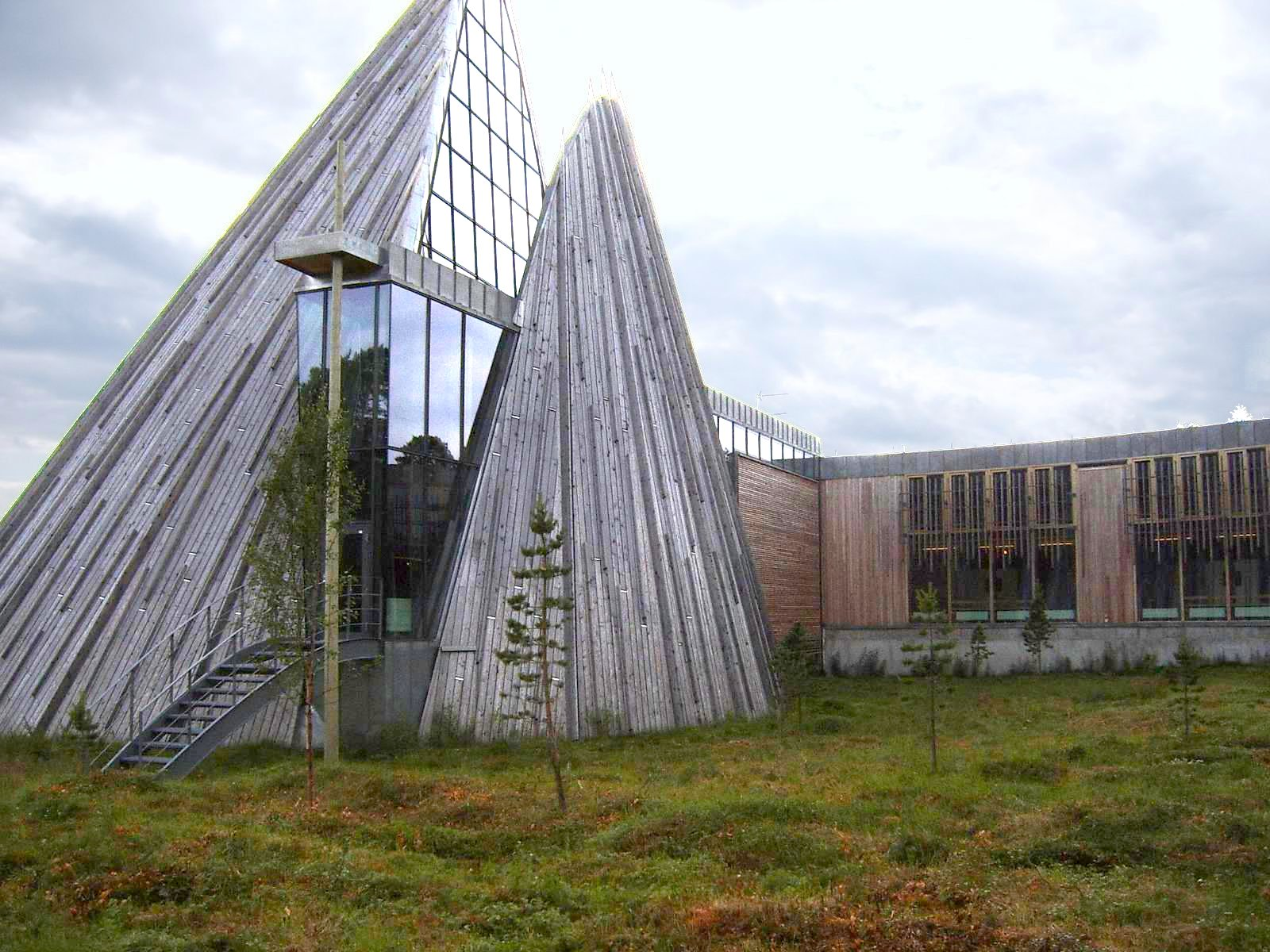
Lavvu inspirovalo tvar budovy norského Sámského parlamentu Norska v Karasjoku z roku 2005

Pro Sámy lavvu bylo a stále je silným kulturním symbolem. Ve 20. století sehrálo ve dvou případech významnou roli jako víc než jen přístřeší. Poprvé to bylo na konci druhé světové války v zimě 1944/45, kdy německá armáda, která ustupovala před ruskou Rudou armádou přes severní Norsko na západ, vypálila v krajích Finnmark a východní Troms většinu domů. Vzhledem k tomuto ničení, jež způsobilo nedostatek obydlí, a velké nezaměstnanosti v poválečných letech byli mnozí Sámové nuceni žít ještě mnoho let po válce v laavu. Ještě jsou naživu Sámové, kteří se v těchto lavvu narodili a mají na ně vzpomínky.
Druhým případem bylo použití lavvu během sporu o výstavbu vodní elektrárny na řece Altaelva v severním Norsku od roku 1979 do roku 1981. Lavvu, které bylo postaveno před budovou norského parlamentu, se dostalo do centra pozornosti v politickém boji za práva domorodých sámských obyvatel, protože zde několik Sámů drželo hladovku na protest proti navrhovanému projektu přehrady. Ta by zničila sobí pastviny v oblasti využívané sámskými pastevci a zaplavila sámskou vesnici Máze. Policejní zásah, při němž příslušníci policejního oddělení hlavního města srovnali lavvu během protestu se zemí, působí pak jako hodně černá ironie.. Tento konflikt dal vzniknout Výboru pro sámská práva, který se začal starat o zákonná práva Sámů v Norsku. Jeho snažení vyústilo v roce 1987 v přijetí Zákona o Sámech, jenž se stal základem pro Sámský parlament Norska (Sámediggi), demokraticky volený orgán Sámů v Norsku založený roku 1989, a Zákona o kraji Finnmark z roku 2005.
Silnou symboliku lavvu prokazuje též jeho zpodobnění ve znaku obce Kautokeino (Guovdageaidnu) a ve tvaru budovy Sámského parlamentu Sámediggi, jenž z něho vychází.

## Moderní spory

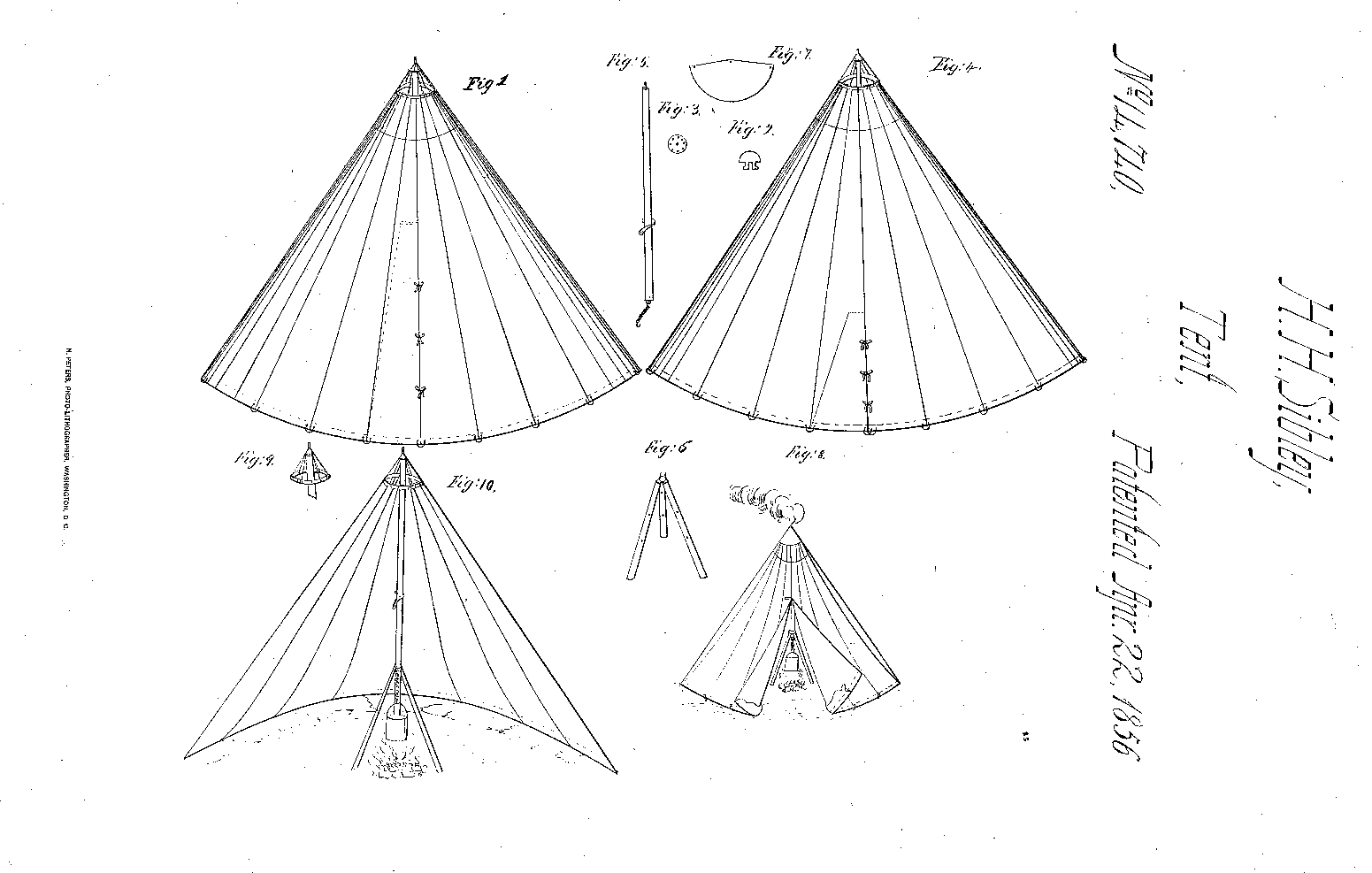
Americký patent č. 14740 z 22. dubna 1856 na zvonový stan vynálezce Henryho Hopkinse Sibleyho. Snadno se dá zaměnit s lavvu, ale má velmi odlišnou strukturu.

Několik evropských společností od konce 90. let 20. století tvrdilo, že nabízejí „lavvu“, ale s velmi odlišnou konstrukcí. Toto „lavvu“ má pouze jedinou tyč, která podpírá stan uprostřed a jeho tvar udržují kůly zatlučené do země, často s kotevními lanky, jež napínají plášť směrem ven, což stanu dává plný tvar. Toto provedení má blíž než k lavvu ke konstrukci kónického či zvonového stanu, který se používal od 50. let 19. století a možná i dřív. Zvonový/kónický stan se od lavvu odlišuje ve třech hlavních směrech:
1. „Stan je usazen pomocí jediné tyče...“ uprostřed stanu, která je nezbytná pro podporu konstrukce;[12]
2. Konstrukce nezbytně vyžaduje použití podpůrných kůlů, neboť bez nich by se zhroutila.
3. Často jsou zapotřebí kotevní lanka, aby poskytla konstrukci tuhost v závislosti na velikosti stanu.

Nebyly nalezeny žádné historické záznamy, jež by dokazovaly, že Sámové používali tuto jednokůlovou konstrukci. Teprve od 90. let 20. století označují někteří výrobci stanů tento typ jednopólové konstrukce za lavvu. Použití slova „lavvu“ pro jednotyčovou konstrukci stanu odlišnou od historického stanu, který používali Sámové, může být příkladem kulturní apropriace.

## Použití lavvu

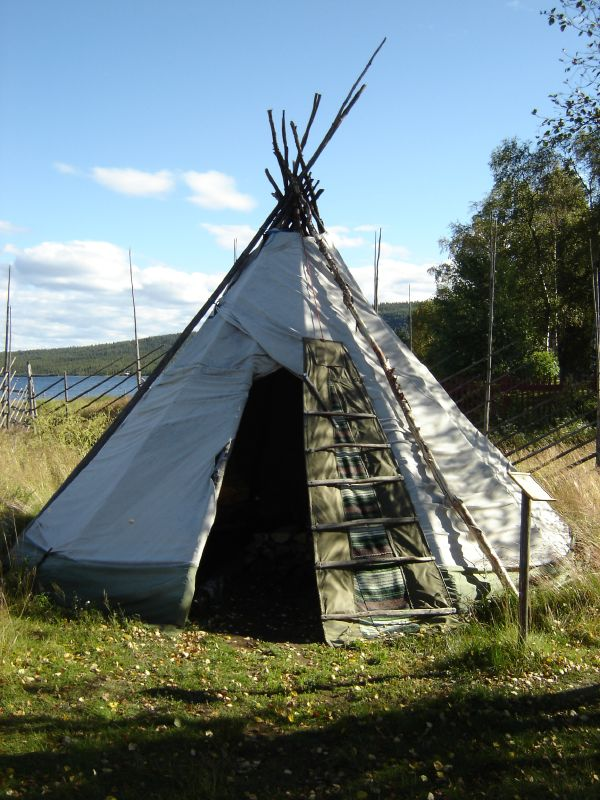
Sámský lavvu ve skanzenu ve švédském Jukkasjärvi

Uprostřed obytného prostoru uvnitř lavvu je ohniště, jež slouží k vytápění a odpuzování komárů. Kouř uniká otvorem v horní části lavvu, který je většinou ponechán otevřený. Občas se kolem něj obtáčí hrubá přikrývka, aby se otvor zmenšil, ale ne natolik, aby to bránilo úniku kouře. Hromadění kouře uvnitř lavvu brání správná cirkulace vzduchu, proto se mezi zemí a potahem ponechává mezera nebo se mírně otevře vchod. Je nutné udržovat oheň dostatečně horký, aby ohřátý kouř stoupal přímo vzhůru ke kouřovému otvoru.
V zadní části lavvu byl tradičně přímo proti hlavnímu vchodu ještě jeden menší vchod. Říkalo se mu „medvědí vchod“. Používal se pro obřadní účely, jako bylo vynášení nebožtíka (přední vchod nebyl pro tento účel vhodný), a podobné úkony. Málokteré lavvu má dnes vchod pro podobné účely.

## Ostatní stanové příbytky podobné lavvu
- Týpí – indiánské týpí se vizuálně podobá lavvu ale má jiný střih potahové tkaniny, mírně odlišnou strukturu tyčí a jejich rozmístění.
- Čum – stany národů severního Uralu, severní Sibiře a turkických Tuvinců z jižní Sibiře se svým designem podobají laavu, ale bývají často mnohem větší. Příslušníci těchto národů je dodnes používají jako celoroční útulek.
- Goahti (norsky gamme, finsky kota, švédsky kåta) – goahti bývá často zaměňováno s lavvu, ačkoli má jinou strukturu tyčí, je prodloužené a obvykle nižší. Na fotografii zcela nahoře je stan v popředí goahti, zatímco stan v pozadí je lavvu.
- Kohte je tradiční stan německých skautů a dalších mládežnických hnutí odvozený od Lavvu. Jeho potah má většinou černou barvu.